# 本合海大橋
本合海大橋（もとあいかいおおはし）は、山形県新庄市にある橋。国道47号内に位置し、最上川に架かる。
最上川に架かる橋としては新庄市で唯一の橋である。橋の架かる本合海地区は江戸時代から"本合海の渡し"といわれ、人々が舟で川を渡った場所として栄えていた。また、松尾芭蕉が「奥の細道」で庄内地方まで舟で下った際の乗船地としても知られている。
最上川の蛇行部である場所にこの橋は架かり、橋をくぐった最上川はすぐ近くの八向山で直角にぶつかり、南から見て渦を巻きながら大きく左に迂回する。その後川は最上峡へとさしかかり、傍を走る国道47号や陸羽西線から景色を楽しむことができる。

## 歴史
初代
現在より南の位置に1934年に完成。
現在
1971年10月に現在の場所に完成。